# Sudáfrica en los Juegos Paralímpicos de Sídney 2000
Sudáfrica estuvo representada en los Juegos Paralímpicos de Sídney 2000 por un total de 66 deportistas, 50 hombres y 16 mujeres.

## Medallistas
El equipo paralímpico sudafricano obtuvo las siguientes medallas:
| Nombre                | Deporte                   | Evento                          |
| --------------------- | ------------------------- | ------------------------------- |
| Oro                   |                           |                                 |
| Christelle Bosker     | Atletismo                 | Disco F37 femenino              |
| Christelle Bosker     | Atletismo                 | Jabalina F37 femenino           |
| Zanele Situ           | Atletismo                 | Jabalina F52-54 femenino        |
| Fanie Lombaard        | Atletismo                 | Disco F42 masculino             |
| Fanie Lombaard        | Atletismo                 | Peso F42 masculino              |
| Fanie Lombaard        | Atletismo                 | Pentatlón F42 masculino         |
| Nathan Meyer          | Atletismo                 | 100 m T13 masculino             |
| Nathan Meyer          | Atletismo                 | 200 m T13 masculino             |
| Malcolm Pringle       | Atletismo                 | 800 m T38 masculino             |
| Gert van der Merwe    | Atletismo                 | Peso F37 masculino              |
| Michael Louwrens      | Atletismo                 | Peso F57 masculino              |
| Ebert Kleynhans       | Natación                  | 50 m libre S12 masculino        |
| Ebert Kleynhans       | Natación                  | 100 m libre S12 masculino       |
| Plata                 |                           |                                 |
| Zanele Situ           | Atletismo                 | Disco F51-54 femenino           |
| Tanya Swanepoel       | Atletismo                 | Peso F33-34 femenino            |
| Riaan Liebenberg      | Atletismo                 | 400 m T13 masculino             |
| Krige Schabort        | Atletismo                 | Maratón T54 masculino           |
| Kobus Jonker          | Atletismo                 | Jabalina F37 masculino          |
| Fanie Lombaard        | Atletismo                 | Jabalina F42 masculino          |
| Jaco Janse van Vuuren | Atletismo                 | Salto de longitud F37 masculino |
| Scott Field           | Natación                  | 50 m libre S13 masculino        |
| Scott Field           | Natación                  | 100 m libre S13 masculino       |
| Tadhg Slattery        | Natación                  | 100 m braza SB5 masculino       |
| Tadhg Slattery        | Natación                  | 200 m estilos SM6 masculino     |
| Hannes Venter         | Natación                  | 50 m libre S10 masculino        |
| Bronce                |                           |                                 |
| Tanya Swanepoel       | Atletismo                 | Disco F33-34 femenino           |
| Jane Mandean          | Atletismo                 | Disco F37 femenino              |
| Christelle Bosker     | Atletismo                 | Peso F37 femenino               |
| Malcolm Pringle       | Atletismo                 | 400 m T38 masculino             |
| Ernst van Dyk         | Atletismo                 | 400 m T54 masculino             |
| Hein Seyerling        | Atletismo                 | Salto de altura F20 masculino   |
| David Roos            | Atletismo                 | Salto de altura F46 masculino   |
| Marius Louw           | Ciclismo en ruta          | Contrarreloj CP3 mixto          |
| Mokie Grobbelaar      | Levantamiento de potencia | –56 kg femenino                 |
| Craig Groenewald      | Natación                  | 50 m libre S14 masculino        |
| Craig Groenewald      | Natación                  | 200 m libre S14 masculino       |
| Hannes Venter         | Natación                  | 100 m braza SB9 masculino       |
| Scott Field           | Natación                  | 100 m mariposa S13 masculino    |